# René de Labarrière
René de Labarrière (1899-1948) est un officier de l'armée française, considéré comme le premier soldat de l'ONU mort en mission.

## Biographie
Fils de militaire, né à Carcassonne dans le département de l'Aude. Il est engagé volontaire à 18 ans pendant la première guerre mondiale. Il suit ensuite l'école des officiers de l'armée de terre de Saint-Cyr et poursuit une carrière essentiellement en Algérie, au Liban et en Syrie alors sous contrôle français. En 1939, au début de la seconde guerre mondiale, il retourne en France à la tête d'une compagnie de tirailleurs. Blessé, il est fait prisonnier par les Allemands. Libéré en 1945, il est affecté en juin 1948 à la première mission de l'ONU, tout juste créée. Il est envoyé avec une soixantaine d'autres militaires de diverses nationalités comme observateur militaire au sein de l'ONUST, Organisme des Nations unies chargé de la surveillance de la trêve dans le conflit entre juifs et arabes en Palestine. Il est tué le 6 juillet dans des conditions encore mal éclaircies (explosion d'une grenade ou d'une mine anti-personnel), sans doute à la suite d'une méprise, lors du franchissement d'une barricade des forces juives dans un village près de Nazareth.
Le 6 octobre 1998, lors du cinquantenaire des opérations de maintien de la paix, Kofi Annan honora officiellement sa mémoire au siège de l'ONU à New York en lui remettant, à titre posthume, une nouvelle distinction des Nations unies, la médaille Dag Hammarskjöld.